# Magda Szubanski
Magda Szubanski, née le 12 avril 1961 à Liverpool, est une actrice, présentatrice de télévision et animatrice radio australienne d'origines polonaises et écossaises.

## Biographie

### Jeunesse
Magda Szubanski est née à Liverpool, Royaume-Uni, d'une maman écossaise et d'un père polonais, et sa famille s'établit en Australie en 1966, alors qu'elle a 5 ans.

### Carrière
En 1995 elle obtient un rôle dans le film au succès international Babe, le cochon devenu berger. Elle reprend à nouveau son rôle (et son personnage : Esme) en 1998 dans la suite : Babe 2, le cochon dans la ville.
Entre autres prix, elle reçoit l'Australian Institute Award du meilleur second rôle féminin dans la série comique Kath and Kim (en) en 2002.

### Vie privée
Le 14 février 2012, sur un plateau de télévision australien, Szubanski lors d’une invitation à une émission, en profite pour faire son coming out, et ainsi faire part de son soutien au mariage entre personnes de même sexe,,.

## Filmographie

### Télévision
- 1986–1987 : The D-Generation : différents personnages
- 1988 : The D-Generation Goes Commercial : différents personnages
- 1989–1992 : Fast Forward (série télévisée) : Pixie-Anne Wheatley, Chenille, Joan Kirner, Mary McGregor, Maggie T + Satan's Brides
- 1992 : Bligh : Betsy Bligh
- 1993 : A Royal Commission Into The Australian Economy : Mr. Cardigan, Mr. Trouser, Bill Kelty
- 1993 : The Making Of Nothing : Judith Gates/Kim Borrodale
- 1994 : Big Girl's Blouse : elle-même, Sharon Strzelecki, Lynne Postlethwaite
- 1998 : Something Stupid : différents personnages
- 1999–2001 : Farscape : Furlow
- 2000 : Dogwoman : Margaret O'Halloran
- 2001 : Cubix : Mrs. Tuteru
- 2002–2007 : Kath and Kim (en) : Sharon Strzelecki (le nom du personnage est une allusion à l'ascendance polonaise de Magda Szubanski)
- 2006 : Magda's Funny Bits : Mary McGregor, Chenille, Sharon Strzelecki, Lynne Postlethwaite (5 épisodes réalisés, mais seulement 4 ont été diffusés)
- 2009 : The Spearman Experiment : présentatrice
- 2010 : Who Do You Think You Are? (série télévisée) : elle-même

### Cinéma
- 1995 : Babe, le cochon devenu berger – Esme Hoggett
- 1998 : Babe 2, le cochon dans la ville – Esme Hoggett
- 2002 : Mission Croco (The Crocodile Hunter: Collision Course) – Brozzie Drewitt
- 2005 : Le Fils du Mask – Neighbour Betty
- 2006 : Happy Feet – Miss Viola
- 2007 : Dr Plonk – Mrs Plonk
- 2007 : À la croisée des mondes : La Boussole d'or – Mrs Lonsdale
- 2010 : Bran Nue Dae – Roadhouse Betty
- 2011 : Happy Feet 2 – Miss Viola
- 2012 : Kath and Kimderella – Sharon Strzelecki
- 2013 : Goddess (2013) - Cassandra Wolfe
- 2024 : Mémoires d'un escargot d'Adam Elliot (voix)

## Théâtre
- 2005 : Grease: The Arena Spectacular (National Australia Tour) - Miss Lynch
- 2007 : The 25th Annual Putnam County Spelling Bee – William Barfee[5],[6]
- 2008 : Guys and Dolls – Big Jule[7],[8]
- 2012 : A Funny Thing Happened on the Way to the Forum 2012 - Domina